# 浅野忠吉
浅野 忠吉（あさの ただよし）は、戦国時代から江戸時代前期にかけての武将、陪臣。浅野家の重臣で、紀伊和歌山藩新宮領主、安芸国広島藩家老。

## 略歴
天文15年（1546年）、浅野長忠の子として誕生。浅野長政の従兄にあたる。
尾張国の織田信長に仕え、後に浅野家惣領の浅野長政に仕えた。浅野家が天正15年（1587年）に若狭国を拝領して大名となると、若狭国吉城主となった。
文禄2年（1593年）11月、主君・浅野長政は若年の加藤貞泰に代わり甲斐国へ就封された。浅野家は甲斐支配において九筋二領の地域区分を用いた統治を行った。「二領」は郡内領・河内領を指し、郡内領には浅野一門の浅野良重（氏重）、河内領には忠吉がそれぞれ配置された。また、九筋には一筋ごとに3人の筋奉行が配置された統治を行っているのに対し、河内領では忠吉配下に南部代官・浅野可政の活動が確認され、代官支配であったと考えられている。身延山にある久遠寺（山梨県南巨摩郡身延町）の本殿を造営した。
浅野家は長政の子・幸長に代替わりし、慶長5年（1600年）に関ヶ原の戦いに徳川氏に組した功績で紀伊国へ加増転封されると、忠吉は氏重と共に新宮へ派遣され旧領主の杉若氏を駆逐、2万8000石を預かった。慶長18年（1613年）8月に主君・幸長が死去すると、浅野家では後継者を巡り、幸長の2人の弟である次男・長晟と三男・長重の間で家督争いが発生する。浅野一門でも氏重が長重を忠吉は長晟を支持したため対立したが、後継は幸長の遺言と長政正室・長生院の周旋により長晟で決着した。
慶長19年（1614年）の大坂冬の陣の参陣中、所領の熊野で北山一揆が勃発するも、重臣の戸田勝直らが一揆の拡大を防ぎ、追って忠吉も大坂から折り返してこれを鎮圧した。さらに陣後の元和4年（1618年）から新宮城の築城を始めている。
ところが翌元和5年（1619年）11月、福島正則の改易により主君・長晟が広島藩に転封となると、忠吉もこれに随行し、備後国三原3万石を預かる三原城の城代家老となった。浅野家の広島転封に際しては知行地分配を巡り忠吉派と氏重派の抗争が再び発生し、氏重が暗殺されることで騒動は収束したという。
元和7年（1621年）、死去、享年76。男子がなかったため、次女の子である忠長が家督を継いだ。墓所は広島市内の妙頂寺。

## 系譜
- 父：浅野長忠
- 母：不詳
- 室：不詳
  - 次女 - 大橋清兵衛室
- 養子
  - 男子：浅野忠長（1592年 - 1660年） - 大橋清兵衛の子